# Витто (кантон)
Витто (фр. Vitteaux) — кантон во Франции, находится в регионе Бургундия. Департамент кантона — Кот-д’Ор. Входит в состав округа Монбар. Население кантона на 2006 год составляло 3272 человека.
Код INSEE кантона — 2137. Всего в кантон Витто входят 28 коммун, из них главной коммуной является Витто.

## Коммуны кантона
- Арне-су-Витто — население 128 чел.
- Авон — население 73 чел.
- Бёризо — население 114 чел.
- Буссе — население 32 чел.
- Брен — население 24 чел.
- Шанрено — население 32 чел.
- Шарни — население 31 чел.
- Шеванне — население 49 чел.
- Дампьер-ан-Монтань — население 72 чел.
- Жиссе-ле-Вьей — население 106 чел.
- Марселлуа — население 26 чел.
- Марсийи-э-Драси — население 92 чел.
- Массенжи-ле-Витто — население 84 чел.
- Посанж — население 58 чел.
- Сафр — население 118 чел.
- Сент-Коломб — население 67 чел.
- Сент-Элье — население 37 чел.
- Сен-Мемен — население 122 чел.
- Сен-Тибо — население 141 чел.
- Суссе-сюр-Брион — население 125 чел.
- Торе-су-Шарни — население 180 чел.
- Юнсе-ле-Фран — население 49 чел.
- Велоньи — население 36 чел.
- Вевр — население 27 чел.
- Вильберни — население 81 чел.
- Вильферри — население 29 чел.
- Вилли-ан-Осуа — население 239 чел.
- Витто — население 1100 чел.